# Baikalgebergte
Het Baikalgebergte is gelegen ten noordwesten van het Baikalmeer in het zuiden van Siberië in Rusland. Het ligt in het oosten van het Midden-Siberisch Bergland, waar het samen met de Oostelijke Sajan de zuidelijke grens vormt. In het noordoosten gaat het gebergte over in het Stanovojgebergte. Het hoogste punt is de Tsjerskogo met een hoogte van 2.572 meter.
De Lena ontspringt in het Baikalgebergte. Er groeien bomen als de witte els (Alnus incana), ratelpopulier (Populus tremula), zachte berk (Betula pubescens), Siberische larix (Larix sibirica), Siberische zilverspar (Abies sibirica), grove den (Pinus sylvestris) en Siberische spar (Picea obovata).